# 小行星7848
小行星7848（7848 Bernasconi）是一颗绕太阳运转的小行星，为主小行星带小行星。该小行星于1996年2月22日发现。

## 轨道参数
小行星7848的轨道半长轴为2.5557486 UA，离心率为0.195。